# Фиксин, Сергей Андреевич
Серге́й Андре́евич Фи́ксин (2 [15] августа 1907, Смоленск, Смоленская губерния, Российская империя — 13 февраля 1978, Фрунзе, Киргизская ССР, СССР) — русский советский поэт и переводчик.
Будучи участником литературного кружка «Комсомолия», Фиксин стал сотрудничать с Александром Твардовским — после их совместной командировки по городам России их произведения, по мнению учёного-филолога В. В. Ильина, приобрели общие черты; в будущем Твардовский не раз выводил произведения своего коллеги на страницы журнала «Новый мир». После реорганизации «Комсомолии» в Смоленскую ассоциацию пролетарских писателей Фиксин стал членом правления этого объединения и, как считал литературовед А. В. Македонов, был одной из ключевых фигур в формировании Смоленской поэтической школы. С фамилией поэта связывают становление русской поэзии в Киргизской ССР и возникновение в киргизском литературоведении вопроса о «культурном пограничье» у русских литераторов республики, столкнувшихся с новой для них культурой.
Выпуск дебютного сборника Фиксина «Передовой пост» (1932) сопровождался негативной реакцией со стороны критики, однако привлёк внимание Дмитрия Кедрина — автор поэмы «Зодчие» помог начинающему поэту опубликоваться в московском журнале «Молодая гвардия» и стал для Фиксина, как отметили исследователи, его «поэтическим крёстным отцом».
С. А. Фиксин — член Союза писателей СССР (1949), кавалер ордена «Знак Почёта» (1958), заслуженный работник культуры Киргизской ССР (1974). За заслуги в области художественной литературы был отмечен почётными грамотами Президиума Верховного Совета Киргизской ССР и Президиума Верховного Совета Украинской ССР.

## Биография
Сергей Андреевич Фиксин родился 15 августа 1907 года в Смоленске в семье мелкого служащего. Окончив в 1918 году Смоленское начальное городское училище № 10, в разное время работал посыльным, тачечником на кирпичном заводе, грузчиком и чернорабочим. Работу совмещал с учёбой в средней школе, после которой в 1926 году поступил на рабфак, окончив его спустя два года. В двадцатых годах Фиксин стал членом Смоленского литературного объединения, в будущем ставшего основой Смоленской ассоциации пролетарских писателей. Сергей Андреевич также был сотрудником редакции газеты «Труд», участником литературного кружка «Наша весна» при редакции этого же издания.
В 1928 году вместе с Александром Твардовским объездил ряд городов — Брянск, Орёл, Курск, Харьков и Симферополь — в ходе командировки от газеты «Юный товарищ». Поэты публиковали свои наблюдения в местных изданиях, писали стихотворения (в том числе в этой поездке был создан «Севастопольский перевозчик» Фиксина). После командировки поэт обосновался во Фрунзе, сотрудничал с местной прессой; там же опубликовал поэму «Грохот в горах», привлёкшую внимание Д. Б. Кедрина. В 1932 году переехал во Ржев, где вышла в свет его дебютная книга стихотворений «Передовой пост».
Во время Великой Отечественной войны Фиксин работал военным корреспондентом на Западном и Закавказском фронтах, его стихи начали публиковаться в газетах «Комсомольская правда», «Боец РККА» и «Боевой товарищ»; с 1945 года печатался в смоленской газете «Рабочий путь». Демобилизовавшись из рядов Советской армии в 1942 году по состоянию здоровья, Фиксин, по приглашению редакции «Советской Киргизии», переехал во Фрунзе. В 1949 году стал членом Союза писателей СССР. В столице Киргизской ССР работал в газетах «Советская Киргизия», «Комсомолец Киргизии», затем в Союзе писателей Киргизской ССР — в 1952 его избрали членом правления и президиума. С того же года стал ответственным секретарём, а с 1955 года — редактором отдела поэзии в журнале «Литературный Киргизстан». Был делегатом II, IV и V Съездов писателей СССР. Получал персональную пенсию.
Скончался 13 февраля 1978 года во Фрунзе после продолжительной болезни, похоронен на Северном кладбище.

## Творчество

### Середина 20-х и конец 30-х годов. Командировка с А. Т. Твардовским
Ранний Фиксин – типичный представитель смоленской школы, лирик с тонким ощущением природы, выверенным стихом.
С 1925 года Сергей Фиксин стал участником литературного кружка «Комсомолия» при молодёжной смоленской газете «Юный товарищ», в которой было опубликовано его первое стихотворение «Батрак». В составе литкружка он участвовал в литературных вечерах в Доме работников просвещения, посещал выступления Михаила Исаковского, Бориса Бурштына, Ефрема Марьенкова, Владимира Смолина, Александра Гитовича. Согласно воспоминаниям поэта, больше всего на него повлияли работы Михаила Исаковского (в особенности его стихотворение «Матери») — большую часть его творчества Фиксин знал наизусть. В «Комсомолии» Сергей Андреевич изучал дореволюционную и советскую литературы, теорию словесности, анализировал стихотворения; он практически не изучал прозу, за исключением работ Василия Ардаматского. В 1927 году редакция газеты «Юный товарищ» включила первые стихотворения Фиксина в сборник «Молодое». В том же году «Комсомолия» была реорганизована в Смоленскую ассоциацию пролетарских писателей (САПП), куда поэта приняли в члены правления.
Позднее к САПП присоединились Александр Твардовский и Николай Рыленков. В начале жизни в Смоленске Твардовский поселился в Доме крестьянина, затем ему нашли «уголок в квартире одиноких старичков на Почтамтской улице», а после он переехал к Фиксину. Сергей Андреевич вспоминал:
Наш домик, покрашенный охрой, стоял на окраине города по Выгонному переулку — тихому, пыльному и малолюдному... Твардовскому сразу понравилось название нашего переулка. «От него пахнет парным молоком», — сказал он мне как-то в первые дни своего переселения...
В 1928 году Сергею Фиксину и Твардовскому выдали мандаты на поездку по стране от газеты «Юный товарищ» для изучения жизни и быта людей из Брянска, Орла, Курска, Харькова и Симферополя. Они публиковали свои наблюдения, стихотворения и заметки в «Правде молодёжи», «Курской правде», «Харьковском пролетарии», «Красном Крыму». Исследователи предположили, что поэты хотели повторить романтику странствий Максима Горького по России.
Находясь в Симферополе, Фиксин написал стихотворение «Севастопольский перевозчик» о перевозчиках с пристани Коминтерна, заманивающих к себе людей на Корабельную сторону города. На это стихотворение Твардовский отреагировал: «Пятаков я у тебя набрал бы на весь рупь, а остальному капиталу не завидую!.. Ни прибавить, ни убавить». Фиксин писал, что в то время Александр Твардовский был для него «человеком, ближе и дороже которого у меня тогда не было». Доктор филологических наук, профессор В. В. Ильин отметил, что во время поездки поэты повлияли на дальнейшее творчество друг друга.

### 1930-е. Дебютный сборник стихотворений. Встреча критиками
После командировки Фиксин временно обосновался во Фрунзе: «Около года работал в Киргизии, тогда ещё незнакомой для меня стране небесных гор… Я, конечно, и не думал в то время, что спустя тринадцать лет вернусь сюда солдатом и навсегда обрету здесь свою вторую родину», вспоминал поэт. Прожив в республике три месяца, он опубликовал индустриальную поэму «Грохот в горах» (1932), посвящённую социалистическим нововведениям в киргизском аиле и Тугельбаю Сыдыкбекову, с которым поэт организовывал весенний сев на севере республики, освещал в местных газетах полевые работы колхозов Балыкчинского и Иссык-Кульского районов. Покинув Фрунзе, Сергей Фиксин продолжал публиковаться. В 1932 году во Ржеве была издана его дебютная книга стихотворений «Передовой пост», посвящённая Ленинскому комсомолу. В предисловии к ней Фиксин размышлял над назначением поэзии, о своём месте в этом жанре. Поэт требовал серьёзно относиться к поэзии, призывал творческую молодёжь к развитию своего художественного мастерства.
В стихотворениях этого сборника Фиксин затронул темы участия комсомольцев в гражданской войне, классовой борьбе, работе колхозников и другие. Произведения раскритиковали за отсутствие у персонажей «живых» качеств и эмоций, за их «лозунговые и декларативные» реплики, а описываемые события порицались за их «неразвёрнутость». Внимание критиков также получили его стихотворения «Комсомольский поход» (в соавторстве с Дмитрием Осиным) и «Четырнадцатый год». Анализируя первое, критик С. Кирьянов отметил правильное, по его мнению, использование Фиксиным рифмы и ритма, влияние Владимира Маяковского, однако раскритиковал поэта за «общую фразеологию». Обращаясь ко второму, Кирьянов посчитал, что у автора нет жизненного опыта: по его мнению, описывая события Первой мировой войны, использование при этом только исторических источников привело произведение к «примитивности». С. Кирьянов также назвал это стихотворение «третьесортной имитацией» произведений Алексея Суркова «Смерть минёра Синицы» и «Песнь красных фронтовиков». Критик заключил, что все остальные стихотворения сборника содержат «громадное количество» тавтологии, «не сделанных» строф, «непродуманных» сравнений и «языкового шлака».
Поэма Фиксина «Передовой пост» о первом годе коллективизации в Смоленской области, классовой борьбе и участии комсомольцев в преобразовании деревни была опубликована в 1933 году в журнале «Молодая гвардия» при содействии Дмитрия Кедрина. Внимание Дмитрия Борисовича также привлекла поэма «Грохот в горах», после анализа которой Кедрин послал Фиксину письмо, где указал поэту на ошибки. Недочёты Кедрин обосновал недостаточным опытом жизни в Средней Азии, из-за чего в произведении, по его мнению, появились «высокопарные» и «книжные» фразы об этом регионе. Позже Фиксин написал, что Кедрин помог ему встать на «верный путь» как поэту:
Я свято запомнил совет моего доброго друга: посмотреть, вжиться, продумать и тогда только писать. Не писать о том, что не волнует тебя, не трогает. Впоследствии мне не раз приходилось говорить о природе и людях Киргизии, и, честное слово, я как будто отвечал моему наставнику, когда писал, что «ни единым книжным словом их красоты не оскорбил».
В 1933 году на творчество Сергея Фиксина, как представителя литературного процесса Западной области, обратил внимание смоленский литературовед Адриан Македонов. В своём докладе он раскритиковал Фиксина за «бедность мысли» и отсутствие «широких обобщений», но вместе с этим отнёс его к «даровитым» поэтам Смоленской поэтической школы.

### Совместные публикации с А. Т. Твардовским. Поездка в Беларусь
В 1934 году Фиксин совместно с Александром Твардовским и Николаем Рыленковым выпустил сборник «Стихи о зажиточной жизни». В этот период Михаил Исаковский собрал группу писателей в составе Фиксина и Твардовского для поездки в Минск — вскоре Белорусское государственное издательство выпустило сборник «Поэты Западного региона» (бел. «Паэты Заходняй вобласці»), где были опубликованы стихотворения Фиксина и других смоленских поэтов на белорусском языке.
В 1936 году Николай Рыленков опубликовал заметку о Сергее Андреевиче в газете «Большевистский молодняк», где отметил, что поэт в своих последних стихотворениях подражал Михаилу Исаковскому. В пример Рыленков привёл его стихотворение «Братья», в котором, по его мнению, повторялись строки из стихотворения «Сыновья» Исаковского. Подражание Сергея Фиксина работам своих коллег объяснялось его продолжительной совместной работой с ними. В этот же период времени в творчестве поэта прослеживалась неустойчивость в выборе тем и форм своих произведений, что объяснялось, как считает главный библиотекарь Смоленского государственного университета Татьяна Самусёва, желанием Фиксина печататься в журналах всесоюзного уровня. Литературовед В. А. Твардовская объясняла это прагматичностью поэта:
Для С. Фиксина литературный труд был способом существования, видом службы, средством заработка. <…> Он был одним из тех, кто пишет больше, чем читает.
В 1937 году участники Смоленской ассоциации пролетарских писателей столкнулись со сталинскими репрессиями: после ареста А. В. Македонова власти переключили внимание на Твардовского, при этом на собрании по делу поэта Фиксин не вступился за своего коллегу — тем не менее Фиксин и Твардовский продолжали переписываться и сотрудничать.
В 1938 году Смоленское государственное издательство выпустило сборник стихов Сергея Фиксина «Утро». Спустя год Фиксин с другими поэтами обратился в Союз советских писателей с просьбой направить их на агитационную работу в Западную Белоруссию. Там же было опубликовано ранее напечатанное в газете «Красноармейская правда» его стихотворение «Единокровные братья», которое вскоре было включено Твардовским в сборник «Фронтовые стихи», ставший, по мнению Петра Лидова, «первой советской книгой на территории освобождённой Западной Белоруссии». В том же 1939 году Фиксин посетил московские курсы-конфренции для писателей Советской России, где был слушателем лекций Владимира Чичерова, Марии Рыбниковой, Михаила Покровского и других, а после этого в журнале «Смена» были опубликованы его четыре новых стихотворения — «Море», «После дождя», «В сумерках» и «Учитель».
В предвоенные годы в Смоленске вышли книги стихов Сергея Андреевича: «Герой» и «Легко дышать» (1940). Вышедшее отдельным изданием стихотворение «Герой» является первой книгой для детей в библиографии Фиксина. По мнению И. Варфоломеева, это произведение показывает умение автора в «незначительных» фактах раскрывать «большие события» жизни, объяснять их «доходчивым» языком. На первые стихотворения для детей Фиксина также обратил внимание и Николай Рыленков: в своём письме Михаилу Исаковскому он отметил, что сочинять стихи о детях Сергей Андреевич умел «лучше других стихов», однако в стихах для детей он был «беспомощен». Литературный критик Елена Златова в своей рецензии в журнале «Новый мир» на сборник «Легко дышать» заметила в стихах поэта интонацию, ритм и лексику Твардовского, но при этом негативно отозвалась «о мире стихов» Фиксина, где изображение жизни проходит сквозь призму идеализации, что, по её мнению, неуместно во время Великой Отечественной войны.

### Начало 40-х годов. Война и переезд в Киргизскую ССР
После демобилизации из армии в 1942 году (по другим данным — в октябре 1941 года) по состоянию здоровья, Сергей Фиксин обосновался на один год в Узбекской ССР, где работал в газете «Красная Бухара»; в письме Твардовскому Фиксин жаловался на своё бедственное положение, малярию, просил дать денег взаймы и помочь ему вернуться в редакцию «Рабочего пути». Затем Сергея Андреевича пригласили жить и работать во Фрунзе — свои ощущения и переживания после повторного переезда в республику поэт изложил в поэме «Слово о Киргизии» (входит в одноимённый сборник 1958 года), в которой отметил, что поначалу киргизские пейзажи его не вдохновляли. В творчестве поэта появился мотив воспоминаний о «старой» родине, соседствующий с размышлениями о «новой». Вместе со стихотворениями о Смоленщине поэт писал о советском Кыргызстане («Торгой», 1958; «Над Киргизией синее небо», 1958; «Рахмат тебе, Смоленская земля», 1959; «Гимн юности», 1961; «Два милых сердцу края», 1963; «Золотой старик», посвящено Саякбаю Каралаеву; «Земле киргизской», 1965 и другие), где, как отмечал филолог Михаил Рудов, есть чувство «любви и уважения к киргизскому народу…».
Опыт работы корреспондентом на Западном и Закавказском фронтах отразился в его стихотворениях «В старом бору», «На допросе», «Мы снова вернёмся», «Кровли ржавые на панели», «В сентябре» и «После полёта». В них трагический пафос перемежается с тоской по жителям и пейзажам Смоленщины. В вышедших уже ближе к концу войны стихотворениях («Что скажет почта полевая», «Мать», «Брат», «Смоленск», «В госпитале», «Голос Москвы», «Отъезд»), затрагиваются темы борьбы и возвращения на родину. В стихотворениях послевоенного периода «Фронтовая газета», «Пока двенадцать бьёт», «Память», «На перекрёстке», «Сидят старики-солдаты», «Июль 41-го года», поэт призывал не забывать о пережитом.

#### «Культурное пограничье» С. А. Фиксина
Много пищи для разума и эмоций даёт, например, поэтический мир С. Фиксина. С. Фиксин крепко сохранил в памяти запах пряных трав и прохладу ракитовых рощ Смоленщины, верность родному краю, что, однако, не помешало ему полюбить Киргизию, ставшую для него второй родиной.
В творчестве Фиксина «культурное пограничье» просматривается в двух стихотворениях — «Слово о Киргизии» (1957) и «Два милых сердцу края» (1963). В них, как считал филолог Георгий Хлыпенко, лирический герой передаёт свои ощущения, находясь далеко от родного Смоленска. В «Двух милых сердцу краях» Георгий Николаевич акцентировал внимание на определяющем эмоцию оксюмороне «Моя двойная радостная боль», присутствующем в поэме «Слово о Киргизии». В ней поэт использовал киргизскую лексику для описания быта и окружающего мира, имена собственные, провёл исторические, культурные и литературные параллели между русской и киргизской действительностями, применил характерные, по мнению Хлыпенко, для киргизской поэтики анафоры, эпифоры и редифные рифмы.
Появление поэта в литературном пространстве республики сделало его «лидером» русскоязычной группы литераторов, куда в разные годы входили Василий Паршков, Михаил Ронкин, Николай Удалов, Николай Чекменёв, Юрий Смышляев, Якуб Земляк и другие.
Наблюдения за жизнью в республике нашли своё отражение в стихотворениях, включённых в сборники «Края родные» (1950), «Мы мирные люди» (1953), «Избранные стихи» (1954), «Зелёный праздник» (1956) и «Слово о Киргизии» (1958). В год публикации «Слова о Киргизии», Фиксин принял участие во Второй декаде киргизского искусства и литературы в Москве, опубликовал стихотворение «В Корумду» в журнале «Новый мир», которое адресовал Олжобаю Орозбаеву. Спустя год с Чингизом Айтматовым редактировал киргизский эпос «Эр-Табылды», где описываются история борьбы с джунгарами и межродовые споры в Средней Азии.

### Начало 60-х. Новые сборники и поездка в Украину
В 1960-е и 70-е годы к привычным направлениям лирической поэзии в творчестве Фиксина, по мнению кандидата филологических наук и профессора Валентина Янцена, прибавилась и философская — поэт стал обращаться к теме места человека в мире, которая, отмечает профессор, актуальна и в XXI веке. В качестве примеров такого творческого генезиса Янцен привёл две работы Фиксина — «Одни, как о редкостном сплаве…» и «Нет, радость твою не украли…».
В 1960 году стихотворения «Красные мячи» и «Зелёный базар» Сергея Фиксина были опубликованы в «Новом мире». В том же году вышел сборник «Что скажет почта полевая», где превалируют «репортажные» стихотворения военного и послевоенного периодов. Его другие стихотворения — о железных дорогах, строительстве новых сёл, исследователях недр, чабанах и свекловодах — вошли в сборник «Ракита и арча» (1961) издательства «Советский писатель». В 1962 году Фиксин совершил поездку с Николаем Ушаковым по Киргизской ССР, после чего опубликовал мемуары об украинском писателе в журнале «Литературный Киргизстан».
В 1963 году его стихотворение «Ливень» было опубликовано в газете «Литературная Россия», спустя год одноимённый сборник вышел в издательстве «Кыргызстан». В 1969 году написал поэму на киргизском языке «Жаворонок» (кирг. «Торгой»), посвящённую Тугельбаю Сыдыкбекову. В 1971 году посетил Киев, где принял участие в Декаде киргизской литературы. Последний прижизненный сборник поэта «Избранное» вышел в 1977 году; издание было раскритиковано за низкое качество полиграфии, названо «издевательством» по отношению к поэту. В журнале «Литературный Киргизстан» отметили, что сборник вобрал в себя все знаковые стихотворения поэта, отражающие «целую эпоху» становления и развития киргизской советской литературы.
В целом же творчество С. А. Фиксина, по определению Краткой литературной энциклопедии, отражает темы формирования нового человека и дружбы народов, что просматривается в его сборниках «Легко дышать» (1940), «Что скажет почта полевая» (1960), «Зона затопления» (1969), «Край синего и золотого» (1974).

## Оценки. Воспоминания современников
Поэты Александр Никитенко, Вячеслав Шаповалов, Светлана Луговая, Светлана Суслова, Назир Хубиев и другие считали Сергея Фиксина своим «учителем». Народный поэт Карачаево-Черкесии Назир Хубиев вспоминал, что на заседании литературного объединения Союза писателей Киргизской ССР 1955 года Сергей Фиксин дал ему рекомендацию для вступления в ряды молодёжного литобъединения при Союзе писателей республики. Карачаево-черкесский поэт посвятил Сергею Фиксину стихотворение «Киргизстан», переводил его поэзию на карачаево-балкарский. Смерть Фиксина Хубиев назвал личной «великой утратой».
Сергей Андреевич был редким человеком, крупной личностью, талантливым поэтом. Его смоленская душа не имела себе равных. Его авторитет в Киргизии был намного выше любого первого руководителя республики. Он был большим интернационалистом. В сердце его вмещались все народы планеты.Назир Хубиев.
Николай Рыленков вспоминал, как Фиксин любил «без злобы» подшучивать над его «мужиковатым видом», предпочитал читать стихи других поэтов больше, чем свои. Рыленков писал, что Фиксин не был завистливым человеком, относился к себе строже, чем к другим, часто браковал свои стихи.
Кайсын Кулиев был частым гостем в доме Фиксина. Когда Кулиев испытывал проблемы из-за статуса спецпереселенца и жил в Киргизской ССР, Фиксин не раз ходатайствовал за него в ЦК Компартии республики, помогал ему публиковаться в местных изданиях и оказывал поддержку. В знак благодарности смоленскому поэту в 1956 году балкарский поэт написал стихотворение «Ласточка».
Александр Твардовский к концу жизни стал негативно относится к Фиксину — в 1970 году, за год до своей смерти, он отметил в дневнике: «…Фиксин болван болванский и как смолоду не читал „Капитанской дочки“, так в старости и подавно <…>. Около 40 лет (более) тому назад мы будто бы дружили, но он и тогда был дурак, думал, что на Южном полюсе жарко, так и теперь, через эти 40 лет».
Светлана Суслова познакомилась с Фиксиным, когда он уже был в должности заведующего отделом поэзии журнала «Литературный Киргизстан». Суслова выделила из внешности поэта его седину, полноту, пронзительный и умный глаз (по её воспоминаниям, второй глаз был вставным, над которым была седая, кустистая бровь). Она также отметила его пристрастие к курению, строгость к начинающим литераторам, которых Фиксин учил критически относиться к своим произведениям, постоянно их редактировать. В пример поэтесса привела случай, когда она сдала свои стихотворения за дни до их публикации в журнале «Литературный Киргизстан» — Фиксин вернул её рукописи с исчёрканными и переписанными строчками. В день смерти Фиксина, вспоминала Суслова, она «оплакивала его самыми горькими слезами», посвятила ему часть своих стихотворений и некоторое время ощущала «пустоту». Суслова писала: «Начал таять наш „пенклуб“… Осиротели старики. Из всех щелей в природе дует, / Над парком снова дождь колдует: слезу не вытрешь со щеки…».
Знакомый поэта, кандидат филологических наук, профессор Валентин Янцен отметил, что несмотря на его дружеские отношения с рядом крупных деятелей культуры Фиксин не пользовался этим. Янцен вспоминал, как поэт охарактеризовал себя в одной из бесед: «Знаешь, я, конечно, не инженер человеческих душ, но в звании мастера мне никто не откажет».

## Переводческая работа
Сергей Фиксин работал и как переводчик стихотворений киргизских поэтов. Его первые переводы, опубликованные в журнале «Литературный Киргизстан», были раскритикованы переводчицей Светланой Сусловой за то, что поэт, вместо того, чтобы найти русский эквивалент киргизскому слову, прибегал к использованию сносок, где объяснял их значение. Однако в последних переводах Фиксина она отметила наличие национального колорита. Украинский переводчик Борислав Степанюк считал переводы Фиксина с киргизского на русский «особенно удачными». Кандидат филологических наук Александр Жирков отметил, что Сергей Андреевич переводил с «большим вкусом» и «разбором», назвал «блестящим» его перевод стихотворения «О женщине» Алыкула Осмонова.
В переводе Сергея Андреевича отдельными изданиями вышли поэмы «Выбор имени» Кубанычбека Маликова и «Алымкан» Тологона Касымбекова, книга «Горькое лекарство» басен Мухтара Борбугулова и ряд других. Евгений Озмитель отметил стремление поэта сохранять язык и стиль переводимого автора, его национальные особенности, что, по мнению филолога, просматривается в его переводах произведений Токтогула Сатылганова, Аалы Токомбаева, Алыкула Осмонова, Мухтара Борбугулова. Исследователи также выделили его переводы Темиркула Уметалиева, Кубанычбека Маликова, Туменбая Байзакова, Насирдина Байтемирова, Тенти Адышевой, Сооронбая Джусуева, Джумакан Тынымсеитовой и других.

## Поэзия С. А. Фиксина в музыке
Творчество Сергея Фиксина перекладывалось на музыку. В числе первых композиторов, обратившихся к работам поэта, находится Абдылас Малдыбаев, который в 1950-х годах написал песню на стихотворение «На берегу моря». Композитор Владимир Роман в 1973 году создал хоровое произведение а капелла на стихотворение «В старом бору». Валентин Макаров написал песню на стихотворение поэта «Косынька, коса моя» для низкого хора с фортепиано, ныне хранящуюся в Российском национальном музее музыки.

## Семья
Сергей Фиксин был женат на Кларе Леонидовне, которая, по оценке современников, была человеком «высокой культуры» и «хлебосольной». В семье Фиксиных родился сын Александр Сергеевич, впоследствии ставший лётчиком-офицером и филологом. В 1975 году в Казахском национальном университете имени С. М. Кирова он защитил диссертацию на соискание учёной степени кандидата филологических наук на тему о месте Киргизской ССР в русской советской литературе в период 20-х и 30-х годов. Имел учёное звание доцента кафедры русского языка Кыргызского женского института им. В. В. Маяковского, некоторое время проработал в Международном университете Кыргызстана.
Семья Фиксиных жила во Фрунзе (ныне — Бишкек) в «писательском доме» под номером 141 на Московской улице. Поначалу жили вместе с семьёй Анатолия Сальникова, с которым Фиксин, в силу своего сложного характера, часто спорил. Спустя время, семья Сергея Андреевича поменялась местами с семьёй Чингиза Айтматова, и с этого момента они на протяжении пяти лет жили вместе с семьёй Сооронбая Жусуева. Джусуев вспоминал, что обе семьи придерживались «почтительной дистанции» между собой. Сергей Фиксин и Сооронбай Жусуев отличались характерами и часто не находили общий язык, но вместе с этим они собирались по вечерам, обсуждали поэзию. Киргизский поэт также отмечал пристрастие Фиксина к красному вину, которое он мог пить каждый день по вечерам.

## Память
В 2007 году на кафедре истории и теории литературы Кыргызско-Российского Славянского университета в честь 100-летия Сергея Фиксина был проведён день памяти. В 2017 году в читальном зале Центра российской литературы и культуры Национальной библиотеки Кыргызской Республики представили выставку к 110-летию со дня рождения Сергея Фиксина. В том же году, Правительство Кыргызской Республики выпустило распоряжение N 199-р об утверждении Перечня юбилейных мероприятий, где Фиксин, по согласованию Национального союза писателей Кыргызской Республики, был включён в список. В 2018 году на кафедре истории и теории литературы Кыргызско-Российского Славянского университета состоялась студенческая конференция «Русская литература Кыргызстана», посвящённая поэту.

## Награды
- Орден «Знак Почёта» (1 ноября 1958 года)[1];
- Медаль «За победу над Германией в Великой Отечественной войне 1941—1945 гг.»[14][3];
- Заслуженный работник культуры Киргизской ССР (1974)[3];
- Три Почётные грамоты Президиума Верховного Совета Киргизской ССР[1];
- Почётная грамота Президиума Верховного Совета Украинской ССР[14].